# Catartica Live 2024
Catartica Live 2024 è un album dal vivo della rock band italiana Marlene Kuntz. L'album contiene le registrazioni del tour celebrativo per il trentesimo anniversario di Catartica, il primo album del gruppo. Oltre alle tracce di Catartica, sono presenti anche brani di album successivi.

## Tracce
1. Trasudamerica – 5:04
2. Canzone di domani – 4:39
3. Gioia (che mi do) – 5:38
4. Fuoco su di te – 3:45
5. L'agguato – 5:40
6. Lamento dello sbronzo – 4:31
7. Mala mela – 5:20
8. 1° 2° 3° – 5:08
9. Infinità – 6:32
10. Lieve – 4:04
11. Festa mesta – 4:01
12. Sonica – 7:28
13. Nuotando nell'aria – 6:31
14. Ineluttabile – 4:38
15. Come stavamo ieri – 4:59
16. Ape regina – 8:35
17. M.K. – 4:39